# Museumboerderij Goemanszorg
De Museumboerderij Goemanszorg is sinds 1996 gevestigd in de monumentale boerderij Goemanszorg in het dorp Dreischor, op Schouwen-Duiveland in de Nederlandse provincie Zeeland. De collectie is gericht op de streekgeografie van de het eiland Schouwen-Duiveland, de geschiedenis van de landbouw daar, specifiek de teelt en verwerking van meekrap en vlas en het trekpaard.
Het museum is een activiteit van de	stichting Streek- en Landbouwmuseum Schouwen-Duiveland die in 1974 werd opgericht.
De 18e-eeuwse herenhoeve Goemanszorg is een rijksmonument. Ook de in 1906 aangebouwde schuur kreeg vanwege de hoofdvorm en de gave detaillering die status.